# Cărturești Carusel

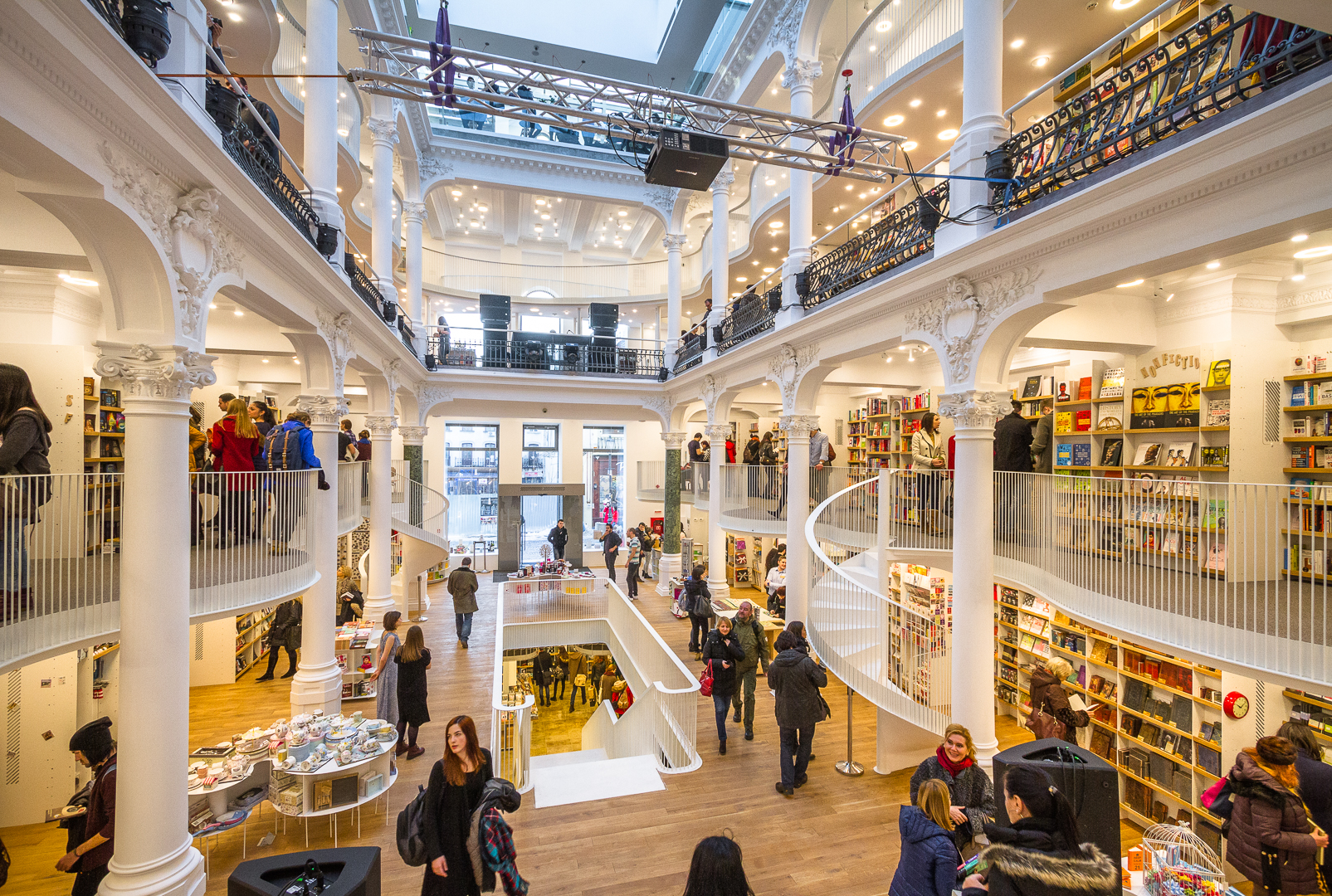
Libreria Carusel Cărturești - Interno

Cărturești Carusel è una libreria in via Lipscani 55 nel centro storico di Bucarest, in Romania, che appartiene alla catena rumena di negozi Cărtureşti.

## Storia
L'edificio che ospita la libreria si sviluppa su sei livelli, per una superficie di 1000 metri quadri. Fu costruito all'inizio del XX secolo dalla famiglia dei banchieri Chrissoveloni. Durante i primi decenni l'edificio era la sede del quartier generale della Chrissoveloni Bank, e durante il periodo comunista fu nazionalizzato e trasformato in un grande magazzino. Alla fine degli anni '90 e all'inizio degli anni 2000 l'edificio cadde in rovina, fino al 2015, quando fu completato un progetto di ristrutturazione, rafforzamento e conversione della durata di cinque anni.
Alcune fonti sostengono che il nome della libreria Cărturești Carusel significa "Carosello di luce", ma Cărturești non significa "luce"; il nome della catena di librerie è probabilmente legato alle parole carta (che significa "libro") e cărturar (che significa "uomo istruito" o "studioso").
Nel 2010, l'edificio è stato inserito dal Ministero della cultura e del patrimonio nazionale rumeno nella lista dei monumenti storici, con il codice B-II-m-B-19040.